# Myotis ruber
Myotis ruber (E.Geoffroy, 1806) è un pipistrello della famiglia dei Vespertilionidi diffuso nell'America meridionale.

## Descrizione

### Dimensioni
Pipistrello di piccole dimensioni, con la lunghezza della testa e del corpo tra 48 e 50,6 mm, la lunghezza dell'avambraccio tra 39 e 40,8 mm, la lunghezza della coda tra 38 e 46,6 mm, la lunghezza del piede tra 7,8 e 9 mm e la lunghezza delle orecchie tra 13,6 e 15 mm.

### Aspetto
La pelliccia è corta e setosa. Le parti dorsali sono fulvo-ocra, più scure sul muso e sul mento, mentre le parti ventrali sono giallo-brunastre, con la base dei peli marrone scuro. Le orecchie sono lunghe e ben separate tra loro. Le ali sono attaccate posteriormente alla base delle dita dei piedi, i quali sono grandi. La coda è lunga ed inclusa completamente nell'ampio uropatagio. Il calcar è lungo e provvisto di un piccolo lobo all'estremità.

## Biologia

### Comportamento
Si rifugia solitariamente nelle cavità degli alberi, fessure nelle rocce e in costruzioni umane. In Uruguay è stato osservato insieme ad individui di pipistrelli dalla coda libera messicani e Histiotus montanus.

### Alimentazione
Si nutre di insetti catturati in volo, in particolare di ditteri e coleotteri.

### Riproduzione
Maschi sessualmente attivi sono stati catturati nei mesi di dicembre in Argentina e febbraio in Brasile. Una femmina in allattamento è stata catturata in Argentina nel mese di novembre.

## Distribuzione e habitat
Questa specie è diffusa negli stati brasiliani orientali di Bahia e Pernambuco e in quelli sud-orientali di Espírito Santo, Rio de Janeiro, Minas Gerais, San Paolo, Paraná, Santa Catarina e Rio Grande do Sul, Paraguay sud-orientale, Argentina nord-orientale e in una località dell'Uruguay.
Vive nelle foreste primarie, margini forestali e in alcune foreste urbane.

## Conservazione
La IUCN Red List, considerato che questa specie, sebbene abbia un vasto areale, è dipendente da un habitat altamente fragile e in declino significativo a causa del popolamento umano e della conversione ambientale, classifica M.ruber come specie prossima alla minaccia di estinzione (Near Threatened).